# Ломба, Амелия да
Мария Амелия Гомеш Баррос да Ломба ду Амарал, более известная как Амелия да Ломба (порт. Maria Amélia Gomes Barros da Lomba do Amaral; род. 23 ноября 1961, Кабинда, Ангола) — ангольская писательница и журналистка, секретарь дипломатических представительств Анголы. Также является членом Союза ангольских писателей.
Была также секретарём Ангольской интернационалистской миссии в Сан-Томе и Принсипи.

## Биография
Родилась 23 ноября 1961 года в анклаве Кабинда, на севере Анголы. Получила образование в Москве по направлению «Психология».
Являлась членом группы писателей «Поколение 80», будучи одним из эталонных голосов новой поэзии в Анголе. В результате большого разочарования, вызванного ситуацией коррупции, голода и неуважения к правам человека в Анголе, её поэзия затем выражает обескураженный и разочарованный «поэтический предмет». Море — повторяющаяся тема её поэтического творчества, как зеркало, принимающее и возвращающее критику. В её произведениях отражается меланхолия, связанная с сопротивлением и попыткой освободиться от окружающей социальной катастрофы.
В 2018 году Амелия да Ломба выпустила «Антологию», которая объединяет стихи, опубликованные между 1995 и 2005 годами.

## Награды
- Орден Вулкана (2005, Кабо-Верде) — в знак признания работы, проделанной в защите и утверждении ценностей Кабо-Верде[5].